# Gloria Vanderbilt
Gloria Laura Vanderbilt (Nueva York, 20 de febrero de 1924-Manhattan, 17 de junio de 2019) fue una artista, escritora, actriz, diseñadora de moda, heredera y dama de sociedad estadounidense. Se hizo famosa por haber diseñado los primeros blue jeans de colección. Pertenece a la dinastía de la familia Vanderbilt y fue madre del periodista Anderson Cooper.

## Biografía

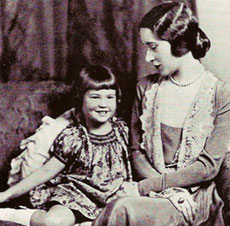
Vanderbilt y su madre

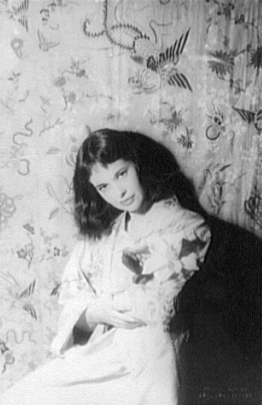
Vanderbilt en 1958. Foto de Carl Van Vechten

Única hija y heredera del millonario Reginald Claypoole Vanderbilt y de su segunda esposa, Gloria Morgan, fue bautizada en la iglesia episcopal como Gloria Laura Vanderbilt y, después de la muerte de su padre, fue confirmada en la Iglesia católica, a la que pertenecía su madre. Del primer matrimonio de su padre con Cathleen Neilson, ella tenía una media hermana, Cathleen Vanderbilt. 
Se convirtió en heredera de una media parte en un fondo fiduciario de 5 millones de dólares a la muerte de su padre de cirrosis cuando tenía dieciocho meses de edad. Los derechos para el control de este fondo fiduciario, mientras Gloria era menor de edad pertenecían a su madre, que viajó desde y hacia París durante años, llevando a su hija con ella. Estuvieron acompañadas por una querida niñera, a quien la joven Gloria había llamado «Dodo», quien jugaría un papel tumultuoso en la vida de la niña, y la hermana gemela de su madre, Thelma, que era la amante del príncipe de Gales durante este tiempo. 
Como resultado del gasto frecuente, el uso de las finanzas de su madre fue examinado por la tía paterna de Gloria, Gertrude Vanderbilt Whitney. Escultora y filántropa, Whitney quería la custodia de su sobrina; esto dio lugar a un famoso juicio de custodia. El juicio fue tan escandaloso que a veces, el juez mandó a todo el mundo salir de la sala con el fin de escuchar lo que la joven Vanderbilt tenía que decir, sin que nadie la influenciara. Algunas personas escucharon el llanto y lamentos dentro de la sala del tribunal. Se escucharon testimonios que representaban a la madre como no apta; la madre de Vanderbilt perdió la batalla y Gloria quedó bajo la tutela de su tía Gertrude. 
La increíble saga de acontecimientos que desató la herencia y el famoso juicio en los tribunales fue llevada a la pantalla en la miniserie Little Gloria... Happy at Last.

## Matrimonios e hijos
A los 17 años se casó con Pasquale («Pat») DiCicco en 1941; divorciándose en 1945. Ese año se casó con Leopold Stokowski del que tuvo dos hijos, Leopold Stanislaus «Stan» Stokowski, (1950) y Christopher Stokowski (1952). Se divorciaron en 1955. El 28 de agosto de 1956 se casó con Sidney Lumet, divorciándose en 1963.
En 1963 se casó con Wyatt Emory Cooper de quien tuvo a Carter Vanderbilt Cooper (1965-1988) y Anderson Hays Cooper (1967). Wyatt Cooper murió en 1978 durante una operación a corazón abierto y Carter Cooper se suicidó a los 23 años saltando del piso 14 en el apartamento de la familia.
Mantuvo una relación romántica con Gordon Parks hasta la muerte del fotógrafo en 2006.

## Fallecimiento
Falleció en Estados Unidos el 17 de junio de 2019 a los 95 años de edad, acorde al comunicado emitido por su hijo Anderson Cooper; poco tiempo antes se le había detectado cáncer de estómago.

## Publicaciones
Memorias:
- Once Upon a Time: A True Story
- Black Knight, White Knight
- A Mother's Story
- It Seemed Important at the Time: A Romance Memoir

Novelas:
- The Memory Book of Starr Faithfull[10]
- Never Say Good-Bye[11]
- Obsession: An Erotic Tale[12]